# تل نخودی
تل نخودی مربوط به دوران پیش از تاریخ ایران باستان است و در شهرستان پاسارگاد، بین روستای ابوالوردی ومبارک آباد واقع شده و این اثر در تاریخ ۹ اردیبهشت ۱۳۸۲ با شمارهٔ ثبت ۸۴۹۱ به‌عنوان یکی از آثار ملی ایران به ثبت رسیده است.